# Zebrida adamsii
Zebrida adamsii is een krabbensoort uit de familie van de Pilumnidae. De wetenschappelijke naam van de soort is voor het eerst geldig gepubliceerd in 1847 door White.